# Jurij Lorentsson
Jurij Lorentsson, född den 2 december 1930 i Sankt Petersburg, död 2003, var en sovjetisk roddare.
Han tog OS-silver i tvåa med styrman i samband med de olympiska roddtävlingarna 1976 i Montréal.